# Wilhelm Schlachter
Johan Wilhelm Theodor Schlachter, född 9 augusti 1832 i Hamburg, död 10 december 1908 i Stockholm, var en tysk-svensk litograf.
Han var bror till litograferna Johann Schlachter  och Heinrich Schlachter. Efter utbildning i Tyskland och praktikarbete i Danmark kom Schlachter till Stockholm sommaren 1854 där han anställdes vid Generalstabens litografiska anstalt. Vid anstalten producerades kartor och Schlachter som önskade sig mer konstnärligt krävande arbete bildade tillsammans med Herman Seedorff firman Schlachter och Seedorffs litografiska institut 1865. Företaget fick på kort tid stor framgång och när Centraltryckeriet bildades 1873 gick verksamheten upp i detta och de båda kompanjonerna anställdes som föreståndare. Schlachter avsade sig föreståndarskapet 1878 för att få mer tid att arbeta med vetenskapliga verk åt Vetenskapsakademien. Schlachter är representerad vid bland annat Nationalmuseum i Stockholm.